# Municipio de Jackson (condado de Crawford, Ohio)
El municipio de Jackson (en inglés: Jackson Township) es un municipio ubicado en el condado de Crawford en el estado estadounidense de Ohio. En el año 2010 tenía una población de 381 habitantes y una densidad poblacional de 19,41 personas por km².

## Geografía
El municipio de Jackson se encuentra ubicado en las coordenadas 40°49′17″N 82°44′6″O / 40.82139, -82.73500. Según la Oficina del Censo de los Estados Unidos, el municipio tiene una superficie total de 19.63 km², de la cual 19,63 km² corresponden a tierra firme y (0 %) 0 km² es agua.

## Demografía
Según el censo de 2010, había 381 personas residiendo en el municipio de Jackson. La densidad de población era de 19,41 hab./km². De los 381 habitantes, el municipio de Jackson estaba compuesto por el 92,91 % blancos, el 5,77 % eran afroamericanos, el 0,26 % eran amerindios y el 1,05 % eran de una mezcla de razas. Del total de la población el 0 % eran hispanos o latinos de cualquier raza.